# Григорешти (Сучава)
Григорешти (рум. Grigorești) насеље је у Румунији у округу Сучава у општини Симинича. Oпштина се налази на надморској висини од 301 m.

## Становништво
Према подацима из 2002. године у насељу је живело 369 становника, од којих су сви румунске националности.